# Asura octiger
Asura octiger là một loài bướm đêm thuộc phân họ Arctiinae, họ Erebidae.